# The Dad-Feelings Limited
«The Dad-Feelings Limited» (titulado «Los sentimientos limitados de papá» en Hispanoamérica y «Instinto paternal bajo mínimos» en España) es el undécimo episodio de la trigésimasegunda temporada de la serie de televisión animada estadounidense Los Simpson, y el episodio 695 en total. Se emitió en los Estados Unidos en Fox el 3 de enero de 2021. El episodio fue dirigido por Chris Clements y escrito por Ryan Koh.
En este episodio, Kumiko quiere tener un bebé con Comic Book Guy, pero él duda debido a su historia familiar. Dan Aykroyd y Bob Balaban actuaron como invitados. El episodio recibió críticas positivas. El título del episodio es una referencia a la película de Wes Anderson The Darjeeling Limited, que tiene una historia similar de paternidad dudosa.

## Trama
El hombre de las historietas y su esposa Kumiko disfrutan de un domingo de pereza mientras Marge y Homer asisten a múltiples fiestas de cumpleaños infantiles. Desesperados por la compañía de un adulto, Marge y Homer dejan a los niños con Ned Flanders y van a Moe's para la noche de trivial. Formando equipo con Comic Book Guy y Kumiko, ganan el primer puesto, y Marge y Kumiko se relacionan por tener maridos con sobrepeso. Cuando Kumiko visita a Marge, se une a Maggie y le dice a su marido que quiere tener un hijo. El hombre de las historietas, que trabaja con niños en su tienda todos los días y sabe que es un hombre emocionalmente distante, no quiere ser padre.
Kumiko se las arregla para que su marido vaya al cine con los Simpson, y descubre que disfruta de verdad presentando a Bart y Lisa películas clásicas. Sin embargo, cuando los niños se enfadan, es incapaz de consolarlos y regresa a su casa familiar, donde su padre filatelista y otros parientes obsesivos viven solos con sus colecciones. Entonces se revela que Comic Book Guy se consolaba con los cómics de niño únicamente porque su padre nunca asistía a ninguno de sus queridos partidos de béisbol, lo que provocaba que se atragantara durante el campeonato. Su padre admite más tarde que no fue al partido por miedo a no saber qué decir si su hijo perdía, pero saca una pelota autografiada por el héroe de su hijo, Sandy Koufax, que tenía intención de regalarle. Los dos juegan a atrapar la pelota y el Tipo de los Cómics vuelve con su mujer para decirle que ya está preparado para formar una familia.

## Producción

### Reparto
Dan Aykroyd actuó como invitado en el episodio como Postage Stamp Fellow, Bob Balaban apareció como el narrador, y Jenny Yokobori apareció como Kumiko. El episodio supuso la primera aparición de Yokobori como Kumiko, en sustitución de la anterior actriz, Tress MacNeille. Esto se produjo tras el anuncio de la serie de que los actores blancos ya no pondrían voz a los personajes no blancos.

### Lanzamiento
El episodio se emitió originalmente el 3 de enero de 2021, a las 21:01.

## Recepción

### Audiencia
En los Estados Unidos, el episodio fue visto en directo por 1,89 millones de espectadores.

### Respuesta de la crítica
Tony Sokol con Den of Geek dijo que «Los Simpson vuelve al pasado para dar paso al futuro en la Temporada 32, episodio 11. «The Dad Feelings-Limited» es una historia de origen, revelando la triste y solitaria historia de Comic Book Guy. No, no se hace en diseños de panel, y su superfuerza resulta ser su mayor debilidad». Le dio al episodio 4,5/5 estrellas.
Jesse Bereta de Bubbleblabber dio al episodio un 7,5 sobre 10. Le sorprendió la historia sobre Comic Book Guy y disfrutó de la mirada más profunda en el personaje. Le gustó que la familia Simpson participara en la trama en lugar de tener su propia historia. También pensó que el formato de parodia de Wes Anderson equilibraba los elementos dramáticos. Fue seleccionado como uno de los mejores episodios televisivos de 2021 en The New York Times.

### Premios y nominaciones
El episodio fue nominado al Primetime Emmy Award al mejor programa de animación en la 73ª edición de los Primetime Creative Arts Emmy Awards, pero perdió frente al episodio de Primal «Plague of Madness».